# Damoetas nitidus
Damoetas nitidus är en spindelart som först beskrevs av Koch L. 1880.  Damoetas nitidus ingår i släktet Damoetas och familjen hoppspindlar. Inga underarter finns listade i Catalogue of Life.